# Tipula prolixa
Tipula prolixa är en tvåvingeart som beskrevs av Alexander 1947. Tipula prolixa ingår i släktet Tipula och familjen storharkrankar. Inga underarter finns listade i Catalogue of Life.